# Bipinnula canisii
Bipinnula canisii es una especie de orquídea originaria de Sudamérica.

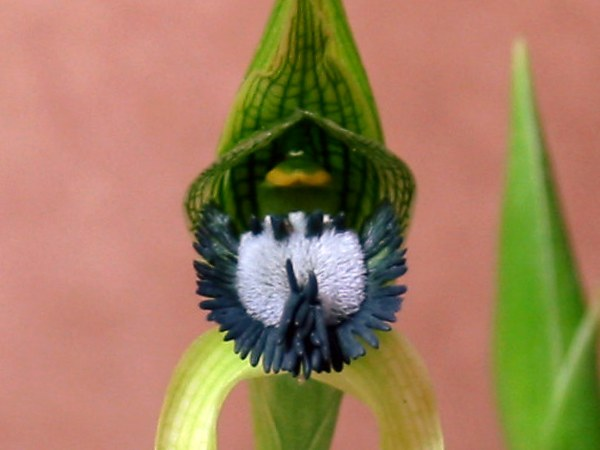
Detalle de la flor

## Descripción
Es una orquídea con hábitos terrestres que se encuentra en Rio Grande do Sul, Brasil. Tiene crecimiento estacional, que se somete al período de latencia cuando solo permanecen sus raíces fasciculadas, más o menos tuberosas, resistentes a sequías prolongadas e incluso incendios. Presenta pseudocaule herbáceo, con pocas flores o simplemente una flor apical  cuyos sépalos y pétalos son muy diferentes, los sépalos laterales son estrechos y amplían el borde que termina en una especie de franja que se parece a una pluma.

## Taxonomía
Bipinnula canisii fue descrito por Heinrich Gustav Reichenbach y publicado en Arquivos de Botânica do Estado de São Paulo 3: 109. 1959.
Etimología
Ver: Bipinnula